# 東方白
東方白（1938年3月19日—），當代台灣作家，其作品《浪淘沙》為台灣大河小說的代表作之一。

## 生平
東方白，本名林文德，1938年生於台北大稻埕，雖非文科出身，但熱愛寫作，自大學時代起即陸續有小說、散文發表。1957年第一次於《聯合副刊》發表〈烏鴉錦之役〉。1963年，東方白自國立台灣大學農業工程系水利組畢業，1964年完成中篇小說〈ロロ〉，發表於《現代文學》第二十一期:529，認為是最後之作，對文學不再抱有熱情。
1965年獲得薩省大學獎學金，赴加拿大深造。1967年獲得碩士學位並攻讀博士學位。:5301968年，30歲時與鄭瓊瓊女士結婚，同時燃起對文學的熱情，完成短篇小說〈夢中〉。1970年獲加拿大薩省大學工程博士學位。1974年移居亞伯達省艾德蒙頓城，擔任亞伯達省水文工程師，工作之暇，筆耕不輟。
退休後，專事寫作，目前居住加拿大多倫多，著有《臨死的基督徒》、《黃金夢》、《露意湖》、《東方寓言》、《盤古的腳印》、《浪淘沙》、《真與美》、《魂轎》、《真美的百合》、《浪淘沙之誕生》……等二十餘部，特別值得一提的是，東方白在短篇小說之外，更繼鍾肇政《臺灣人三部曲》、李喬《寒夜三部曲》之後，傾全力於《浪淘沙》寫作，將臺灣文學的大河小說推向高峰，該著曾被改編為同名電視連續劇，榮獲金鐘獎戲劇節目獎、戲劇節目編劇獎等殊榮。 

## 作品風格
文壇的耆老葉石濤先生在編纂《一九七九年台灣小說選》，其序文提到東方白，說：「由於旅居國外，心繫台灣的關係，他的小說含有跟國內作家不同的、抽象的、異質的東西，常叫人覺得驚奇。」
東方白的作品時常透露對於社會的憂患意識，以及對於角色的關懷。寫作手法常以寓言的方式諷刺社會中的不合理現象。
據成功大學臺文系退休教授呂興昌的研究，東方白喜愛寓言的風格。並從中歸納作者的寫作策略：一、深化小說的意念性與哲理性。二、淡化時空特性，彰顯普遍的人性經驗。三、取消人與他者的界線，反思人類的處境。
東方白的寫作風格，自承受到了他所心儀的作家們的影響，誠如托爾斯泰、契訶夫、芥川龍之介，他曾向鍾肇政先生說，想要寫出幾篇具有芥氏的華麗，柴氏的細膩，托氏的智慧的短篇小說。:16

## 重要獲獎紀錄
東方白的文學作品獲獎無數，其中代表作《浪淘沙》獲得相當廣泛的迴響，包含《浪淘沙》的第一部「浪」獲吳濁流文學獎（1982）、《浪淘沙》獲第14屆吳三連文藝獎（1991）、《浪淘沙》獲台美文教基金會人文科學成就獎（1993）等；此外像是短篇小說〈頭〉，亦曾獲九歌九十四年度最佳小說獎（2005）等。東方白本人亦因長年筆耕獲第25屆鹽分地帶文藝營臺灣新文學貢獻獎（2003）、台灣文學家牛津獎（2013）等獎項的肯定。

## 著作

### 作品書目年表
- 《烏鴉錦之役》，聯合報，1957年
- 《臨死的基督徒》，水牛出版社，1969年
- 《黃金夢》，學生書局（1995年重新排版），1977年
- 《露意湖》，爾雅出版社，1978年
- 《東方寓言》，爾雅出版社，1979年
- 《盤谷的腳印》，爾雅出版社，1982年
- 《十三生肖》，爾雅出版社，1983年
- 《浪淘沙》，前衛出版社，1990年
- 《夸父的腳印》，前衛出版社，1990年
- 《ＯＫ歪傳》，前衛出版社，1991年
- 《台灣文學兩地書》（與鍾肇政合著），前衛出版社、美國台灣出版社，1993年
- 《東方白集》（台灣作家全集之一），前衛出版社，1993年
- 《父子情》，前衛出版社，1994年
- 《芋仔番薯》，草根出版公司，1994年
- 《神農的腳印》，九歌出版社，1995年
- 《雅語雅文》（有聲書），前衛出版社、草根出版公司，1995年
- 《迷夜》，草根出版社，1995年
- 《真與美系列（一～七）》，前衛出版社
- 《小乖的世界》，前衛出版社，2002年
- 《真美的百合》，草根出版公司，2005年
- 《浪淘沙之誕生：浪淘沙創作十二年日記》，前衛出版社，2005年
- 《頭：東方白短篇精選集》，前衛出版社，2011年[7]

### 翻譯
- 《一個雨天快樂的週末》
- 《一個善良的婆羅門的故事》，原著伏爾泰
- 《伏爾泰筆記》
- 《上帝知道一切，等待吧》，原著托爾斯泰

### 論文
- Physical Simulation of The Infiltration Equations
- Hydrodynamics and Kinematics of Overland Flow Using A Laminar Model

## 軼事
- 東方白整理創作《浪淘沙》時寫下的日記，出版成《浪淘沙之誕生》。第一頁記載的內容為1978年美國承認中華人民共和國。暗示這起歷史事件間接刺激東方白創作大河小說《浪淘沙》的想法。[3]:2
- 當《浪淘沙》寫到二二八事件時，東方白於信中如此告訴鍾肇政：「如何從這些殘酷之史實中昇華，寫出超越時空，不恨、不怒、和平相愛的純文學作品，並非易事。」[5]:237

## 外部連結
- 追溯大河源頭 東方白談《浪淘沙》之種種，自由副刊，2005-05-03，楊美紅
- 作家顯影－生命是首長詩─大河小說家東方白，博客來，2001-05-18，袁孝康
- 台灣作家作品目錄資料庫——東方白 （页面存档备份，存于）